# Ploegsteert (lied)
Ploegsteert is een lied van de Belgische groep Het Zesde Metaal uit 2011, uitgebracht op het gelijknamige album van de groep uit 2012. Het nummer is geschreven als een herinnering aan de in 2009 overleden wielrenner Frank Vandenbroucke die afkomstig was van dit dorp in Henegouwen.

## Geschiedenis

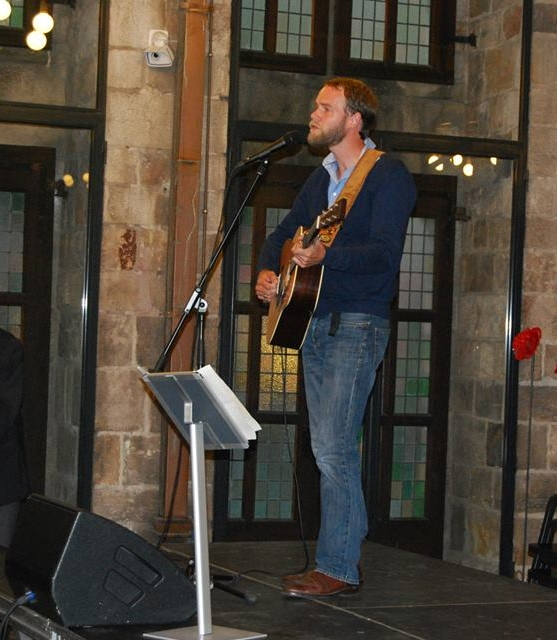
Wannes Cappelle brengt Ploegsteert (2014)

Ploegsteert werd in 2011 door de zanger van de groep, Wannes Cappelle, geschreven in opdracht van het toenmalige Wielermuseum Roeselare, n.a.v. een hulde-avond over wielrenner Frank Vandenbroucke in C.C. De Spil. Het beschrijft de opgang en neergang van de renner zonder hem bij naam te noemen. De tekst beschrijft hoe iemand succes begint te kennen en door iedereen bejubeld wordt, maar na een misstap door iedereen gemeden en verlaten wordt. Het nummer werd in het museum gezongen in bijzijn van de familie Vandenbroucke en was aanvankelijk niet bedoeld om uit te brengen.
In 2012 bracht de groep ‘Het Zesde Metaal’ een nieuw album uit met verschillende nummers. Ze besloten het nummer toch op te nemen, gezien de groepsleden het te goed vonden om niet op plaat te zetten. Uiteindelijk zou het nummer zijn naam geven aan het ganse album met bijhorende tournee. Het werd het eerste album van ‘Het Zesde Metaal’ dat goud behaalde. Als single zou het nummer nooit scoren in de hitlijsten.
Het nummer werd in geen tijd een tijdloos nummer. Enerzijds was het een ode aan de wielrenner Frank Vandenbroucke, die alsmaar meer een mythe werd in wielerminnend Vlaanderen, maar ook de tekst en het nummer bleken tijdloos te zijn als beschrijving van het leven waarin men succes kent, maar evenzeer diep kan vallen. Al in 2012 verscheen het nummer in de eindejaarslijst van Radio 1 met enkel Belgische nummers. Elk jaar steeg het nummer op de lijst, tot het in 2016 de onverwachte nummer 1 werd.   Ook de daaropvolgende jaren bleef het nummer ‘’Ploegsteert’’ op de hoogste plaats staan.

## Hitnoteringen

### Belpop 100
| Jaar    | 2012 | 2013 | 2014 | 2015 | 2016 | 2017 | 2018 | 2019 |
| ------- | ---- | ---- | ---- | ---- | ---- | ---- | ---- | ---- |
| Positie | 52   | 22   | ?    | 11   | 1    | 1    | 1    | 1    |

### Radio 2: 1000 Klassiekers
| Jaar    | 2017 | 2018 | 2019 |
| ------- | ---- | ---- | ---- |
| Positie | 203  | 107  | 82   |

### Lage Landenlijst
| Jaar    | 2016 | 2017 | 2018 | 2019 |
| ------- | ---- | ---- | ---- | ---- |
| Positie | 45   | 1    | 2    | 2    |